# Porto de Vila do Porto

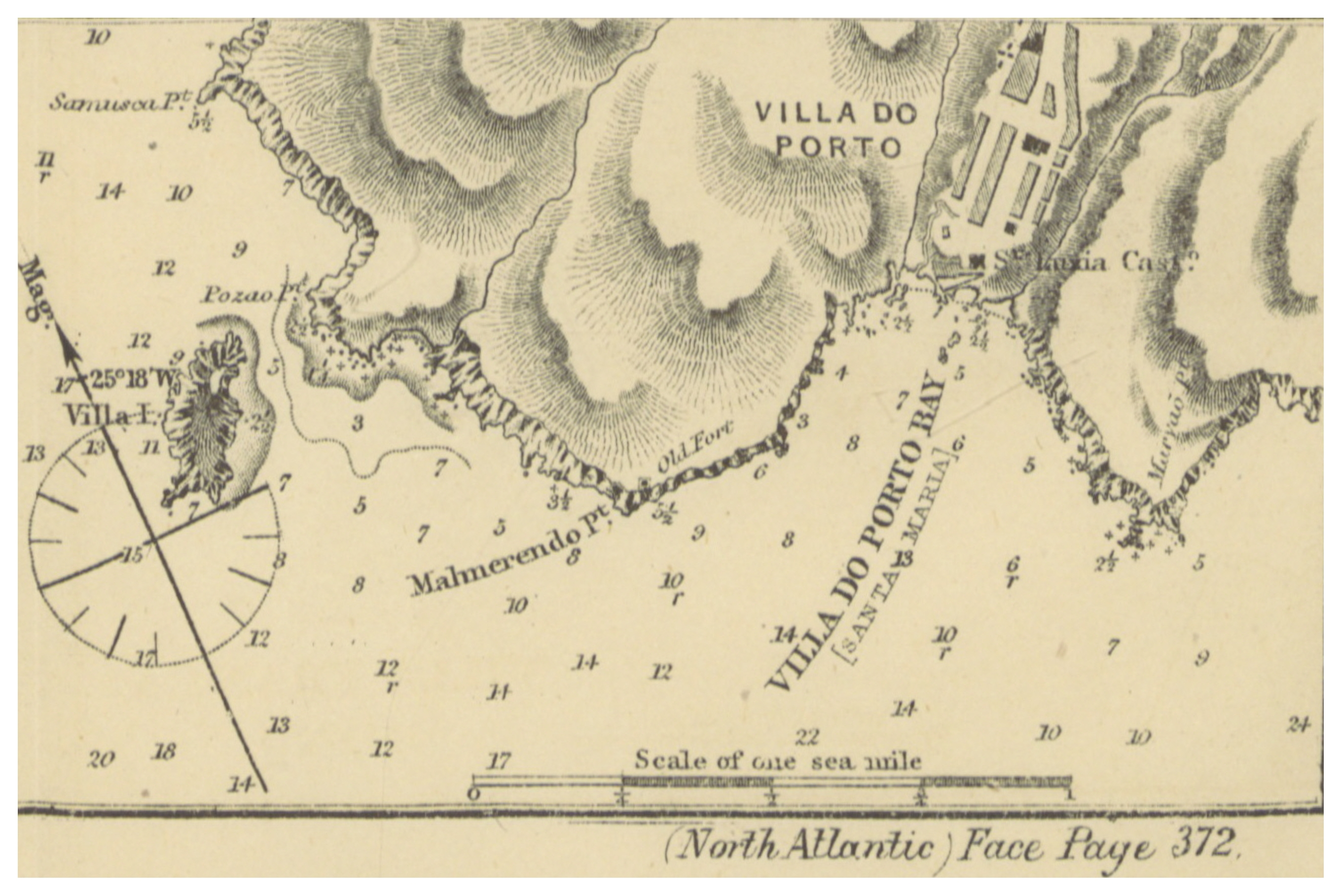
Mapa antigo da Baía

O Porto de Vila do Porto vulgarmente conhecido pela população por ”Cais” quando referindo à infraestrutura antiga, ou “Doca” se referindo ao novo molhe cais, localiza-se  na freguesia de Vila do Porto, Município de Vila do Porto, na ilha de Santa Maria, nos Açores.

## História
A utilização deste porto perde-se na memória do tempo mas existem alguns relatos escritos sobre a sua existência, já em 1710 no arquivo dos Açores sobre as fortificações existentes menciona uma estrutura como "O Forte sobre o Porto." .

Dois relatos diferentes fazem crer que quer a enseada do Calhau da Roupa quer a enseada Calhau do Peixe serviam a população da Ilha, dando-se mais importância ao do Calhau do peixe como relata Figueiredo, em 1815: 
Sahindo do Porto da Villa para o Oeste a primeira cousa que se encontra são duas ribeiras uma chamada do Sancho e outra dos Poços (correm só d'inverno) e vazão em um só logar no porto geral da Villa, chamado do Peixe, com um rasteiro e pequeno castello.
Este mesmo narrador menciona novamente a utilização outro embarcadouro,
(...) Mais ao Oeste fica o desagoadouro da ribeira geral no Calhao da Roupa onde tem o porto com duas baixas uma Grande e outra Raza. A terra d'estas baixas estão dois castellos que defendem a Villa chamado um de S. Bras e outro d'Areia.
tendo ainda algumas páginas adiante situado melhor a posição destes fortes na dinâmica geral do Porto como se pode ler
Abaixo d'este castello [de São Brás] há dois fortins chamados da Areia, no Porto da Villa e rasteiros com o mesmo porto."
Presume-se assim que a defesa deste porto era deveras importante pois na entrada da baía existiam outros dois fortes conforme relata Sousa (1995), em 1822, a respeito do porto de Vila do Porto, refere: 
(...) O seu Porto é uma pequena Enseada virada a sudoeste, entre as pontas de Marvão a sueste, e Força [Forca] a oeste; em ambas as quais há pequenas fortalezas. (...).
Naturalmente este porto foi assumindo importância quer por via do embarque da cal e do barro que eram extraídos e exportados para as outras Ilhas como garantia a importação de bens e alimentos necessários à subsistência dos habitantes de Santa Maria.

Nalgumas fotografias de 1932, é possível verificar que o varadouro ainda era de calhau rolado, o cais velho já existia como atualmente bem como a casa da alfândega.

## Situação Geográfica
Implantado no  saco de uma baía bastante fechada, entre as pontas do Malmerendo e Marvão na costa Sul da ilha, situa-se no sopé poente da lomba da Freguesia de Vila do Porto, à qual se ligava pelo Caminho Velho do Cais, na desembocadura de duas ribeiras: a do Sancho e a dos Poços.
A rampa do porto têm as coordenadas    36°56'47"N25° 8'53"W.

## Caraterísticas
Porto bastante resguardado dos ventos predominantes, protegido por encostas altaneiras e escarpadas, com os últimos baixios cobertos pelo molhe da Marina e pelo Parque de contentores, oferece um fundo regular com batimétricas que permitem a operação de embarcações nos mais diversos calados. Com a construção do molhe cais e do Molhe da marina, o porto ficou quase sem restrições operacionais.
Das antigas instalações restam o varadouro e o cais construído em alvenaria, curiosamente apetrechado com cabeços de amarração utilizando os canhões dos antigos fortes, têm dois acessos com escadas.
É diretamente servido por duas artérias viárias importantes, uma para Vila do Porto e outra para o Aeroporto infraestrutura construída pelas forças Americanas por altura da Guerra da Birmânia(1945), tendo adotado o nome de estrada da Birmânia.

## Desenvolvimento, Serviços e Atividades
Principal porto da Ilha de Santa Maria, serve a população com operações regulares de cabotagem entre a Ilha e a vizinha Ilha de São Miguel, com o novo porto alargaram-se  ás ligações regulares com os portos do continente.
Em 1937 já se encontram registados muitos dos edifícios de apoio e arrumo de embarcações no calhau do peixe, instalando-se entre o caminho velho e a ribeira do Sancho.
Tradicionalmente a população deste burgo dedicava-se à atividade da pesca, tendo inclusive uma fábrica de peixe em laboração não muito longe deste Porto, com as novas infraestruturas a atividade piscatória modernizou-se e equipou-se possuindo agora uma frota instalada bastante moderna.
Desde o início deste porto, conforme a necessidade temporal foram-se instalando vários serviços e atividades: agentes da Guarda Fiscal e os Cabos de Mar, atualmente denominados GNR e Polícia marítima, os serviços e funcionários da Alfandega que tinham edifício próprio.
Com o desenvolvimento da Segunda Guerra Mundial e o início da aviação comercial, assumiu as caraterísticas de porto estratégico durante a construção e evolução do aeroporto da Ilha, sendo nele instaladas boias de amarração  de navios abastecedores, pipelines submarinos, bombas elevatórias e canalizações que permitiam o abastecimento dos muitos tanques de combustíveis existentes na Ilha.  

## Cronologia

### Construção do Esporão
Por volta de 1969 é feita uma primeira tentativa de resguardo às intempéries e melhoramento da operacionalidade do porto, com a construção de um pequeno molhe, ligando a costa com a baixa rasa, um pequeno rochedo existente na embocadura do porto, não resistiu muito tempo, tendo somente resistido a cabeça do molhe conhecido pela "ponta do Esporão".

### Molhe-cais
Muito discutido no início dos anos 80, eram as opções para a construção de um novo porto capaz de garantir aquele tipo de serviços, com qualidade e fiabilidade, ideias não faltaram: um novo porto na Prainha ou ainda na Ribeira Seca unindo a ilha com o ilhéu da Vila, propostas que não vingaram, optando-se por fechar a boca da baía do antigo porto no sentido Oeste para Leste, perto da ponta do Malmerendo.
Assim o estudo em modelo do molhe-cais de Vila do Porto, é feito pelo LNEC em 1985, e a obra é iniciada em 1986, causando alguns protestos pelos danos causados no transporte de inertes para a obra.
Com alguns contratempos devido aos estragos e perdas provocados pelo mau tempo, a construção é terminada antes do fim da década.

### Terminal e gare de passageiros
Em 2003 foi anunciada a consignação da empreitada de construção do terminal de ferries e gare de passageiros de Vila do Porto, “  A ilha de Santa Maria será a primeira ilha dos Açores a ter um cais de desembarque de passageiros dedicado a “ferry-boats”, que poderá, também, servir os navios de carga ou de recreio que demandem este porto, permitindo, sobretudo, maior conforto, rapidez e segurança.”

### Marina

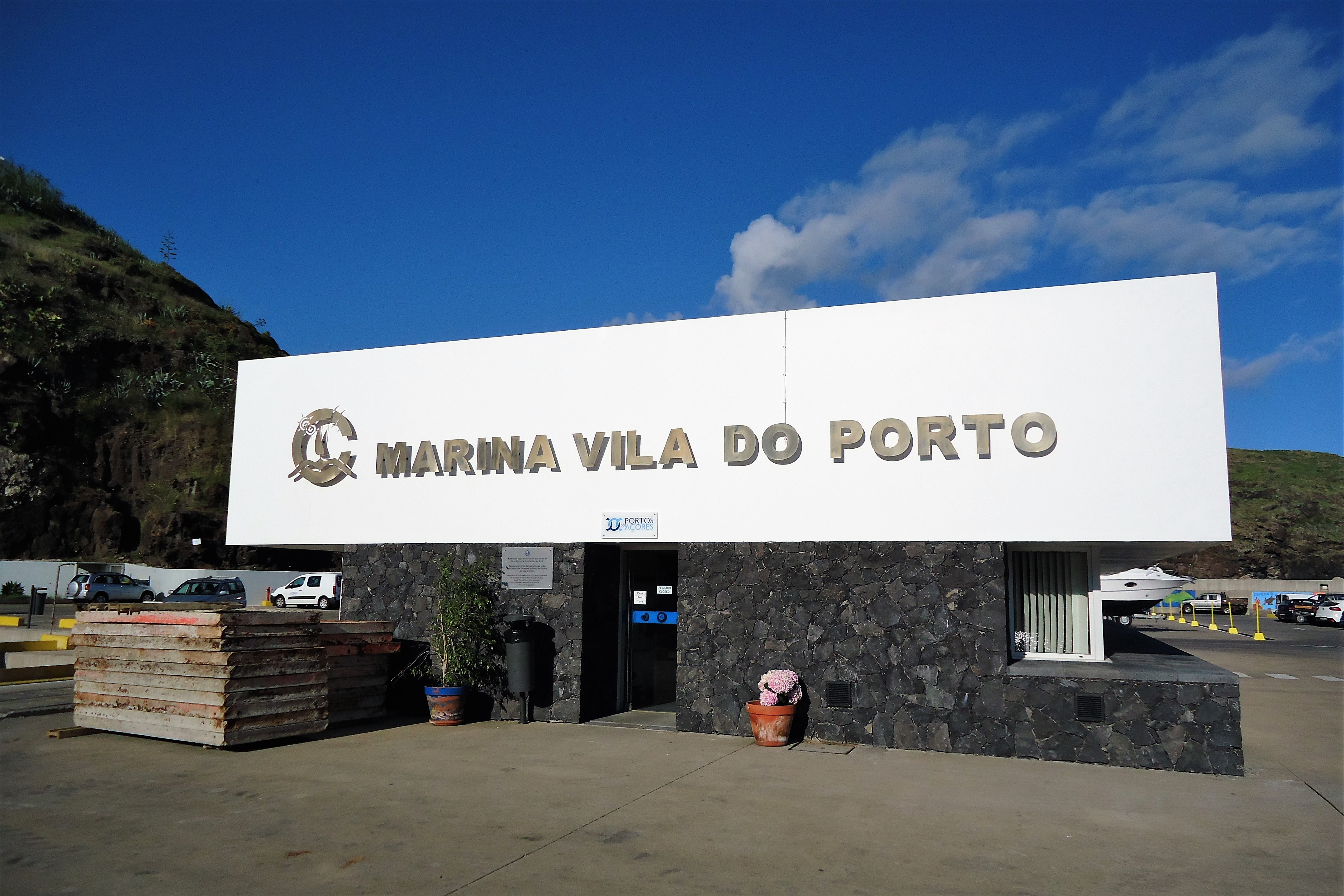
Marina de Vila do Porto - Edifício de Controlo

Aquando da visita estatutária do Governo Regional em 1989, por solicitação do Clube Naval de Santa Maria, encarrega-o a "Direcção Regional dos Transportes" de iniciar os  estudos preliminares e propostas de localização para a implantação de uma Marina em Vila do Porto, várias soluções são apontadas, optando-se pela primeira proposta de cobrir todas as baixas até à "baixa negra", dá-se assim início à construção em 2006 estendeu-se a obra por dezoito meses vindo a ser inaugurada a 20 de Maio de 2008, orçada em 9,2 milhões de euros ficando assim a primeira fase da Marina de Vila do Porto concluída.
Seguiu-se posteriormente a pavimentação do terrapleno e a construção de um edifício de apoio, embora envolto em alguma polémica o Edifício de Controlo da Marina de Vila do Porto tem início em 2009 e a construção foi inaugurada no ano de 2010, alberga os serviços de gestão da Marina autoridade marítima, serviços fiscais e aduaneiros.  

### Entreposto Frigorífico
Um investimento muito importante foi o  Entreposto Frigorífico de Vila do Porto que em 1990 custou cerca de 500 mil contos, com uma atividade algumas vezes polémica, com alguns aventureirismos industriais e iniciativas pouco consequentes, é considerada uma infraestrutura fundamental.

### Clube Naval de Santa Maria

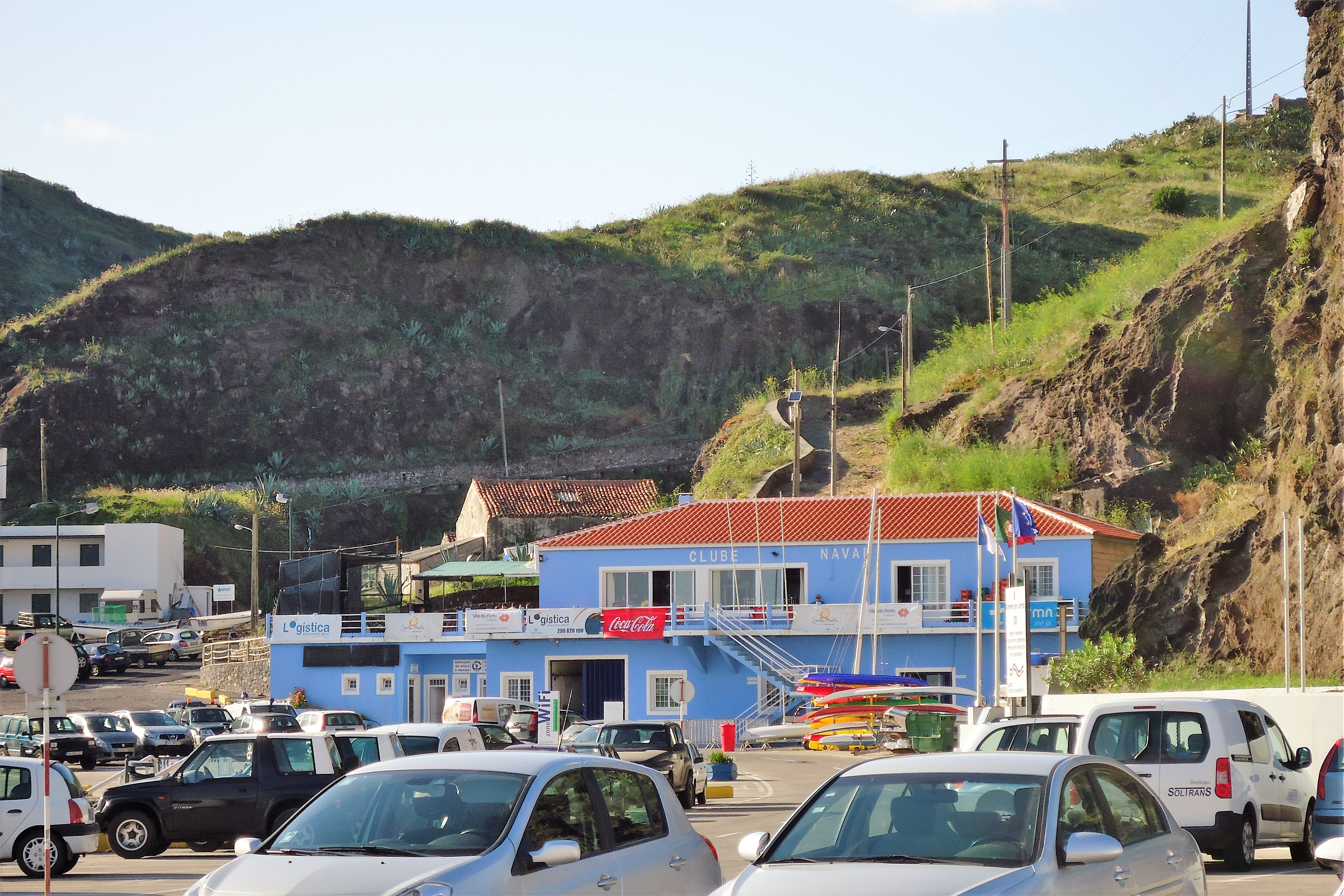
Clube Naval de Santa Maria.

Em 1994 inicia a construção da sua sede entre as duas ribeiras Sancho e Poços, em terrenos cedidos pelo Governo Regional. Por iniciativa da nova Direção foi deliberada a permuta de terrenos e iniciado o novo e atual edifício no antigo parque de embarcações, sobre o terreno onde foi demolido o edifício da antiga lota, entretanto deslocalizada para as novas instalações, esta construção é inaugurada em 1996, mantendo-se ainda como Sede do Clube.

### Casa de aprestos
Por resolução Nº 252/1997 de 27 de Novembro do governo Regional, encarrega serviço açoriano de Lotas, ao abrigo do protocolo celebrado com a Direcção Regional das Pescas a proceder ao ajuste directo da empreitadas das 17 Casas de Aprestos do Porto de Vila do Porto no valor global de quinze milhões de escudos. Seria concluída no Ano seguinte.

### Porto de pescas
Integrando uma politica Regional de requalificação de estruturas portuárias, foi construído o Núcleo de Pesca do Porto de Vila do Porto,  inaugurado em Abril de 2010, composto de um cais de acostagem com 120 metros, área para estacionamento de embarcações e a nova rampa de varagem.

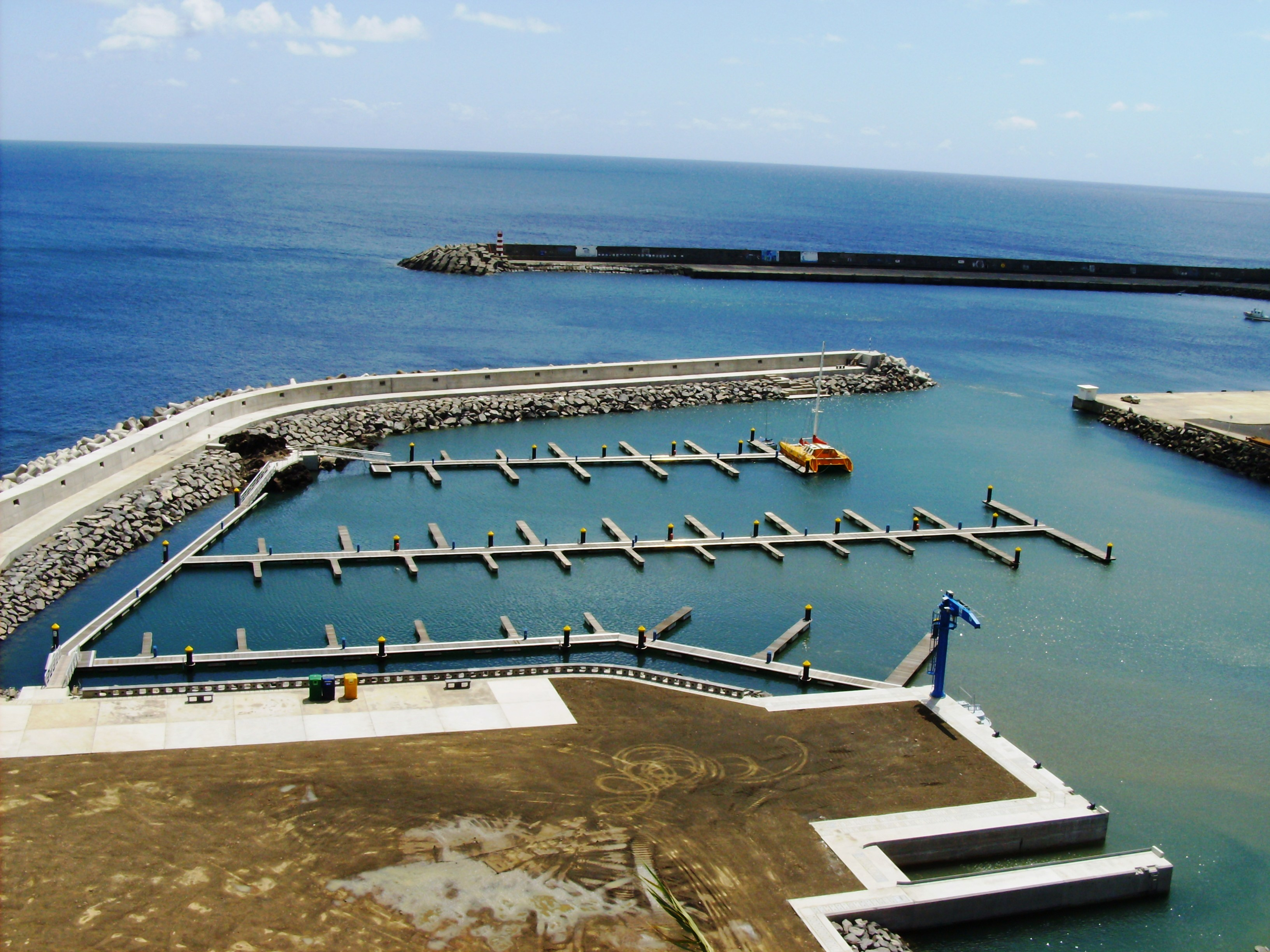
Marina em maio 2008

 

### Marítimo Turísticas
Das últimas atividades a se fixarem, as Marítimo Turísticas iniciam-se em 2010 trazendo nova vivacidade ao porto, aos poucos foi crescendo e representa hoje um setor  sustentável e um cartaz importante no meio lúdico desportivo Portuário.